# Sunijärvi
Sunijärvi är en sjö i Finland. Den ligger i kommunen Posio i landskapet Lappland, i den norra delen av landet, 700 km norr om huvudstaden Helsingfors. Sunijärvi  ligger 287,2 meter över havet. Arean är 1,02 kvadratkilometer och strandlinjen är 14,75 kilometer lång. Sjön  ingår i Kemi älvs huvudavrinningsområde.   Den sträcker sig 2,1 kilometer i nord-sydlig riktning, och 2,7 kilometer i öst-västlig riktning.
I sjön finns ön Niskasaari.